# Frithiof Grafström
Thor Frithiof Grafström, född 6 april 1827 i Solna socken, Stockholms län, död 13 augusti 1883 i Stocksund, Stockholms län, var en svensk ordensbiskop, kyrkoherde, författare och riksdagsman. Han var dotterson till Frans Michael Franzén, son till Anders Abraham Grafström och far till Erik Grafström. Han var gift med Heloise Hazelius (1836–1916) och mellan 1871 och 1883 ägare till Stockby gård i nuvarande Danderyds kommun.
Grafström inskrevs vid Uppsala universitet 1845 och blev filosofie magister där 1851. Fyra år senare gick han över till den teologiska fakulteten. År 1857 prästvigdes han i Stockholm och blev pastorsadjunkt i Storkyrkoförsamlingen. Därefter var han legationspredikant i Paris och London.
Grafström var överhovpredikant från 1872. I riksdagen var han ledamot av första kammaren 1874–1883, preses i Samfundet Pro Fide et Christianismo 1875–1883, invald i Västerbottens läns valkrets. År 1880 blev han av Oscar II utnämnd till ordensbiskop, men ärkebiskop Anton Niklas Sundberg vägrade att viga någon till biskop som saknade stift. Konungen hängde emellertid själv biskopskorset om halsen på honom. Efter Grafströms död blev befattningen som ordensbiskop vakant och återbesattes sedan aldrig mer.
I likhet med sin far framträdde han som poet, och hans Fjell-lappen prisbelönades av Svenska Akademien 1861. Carl David af Wirsén inledde hans Dikter 1883 med en minnesteckning.

## Bilder

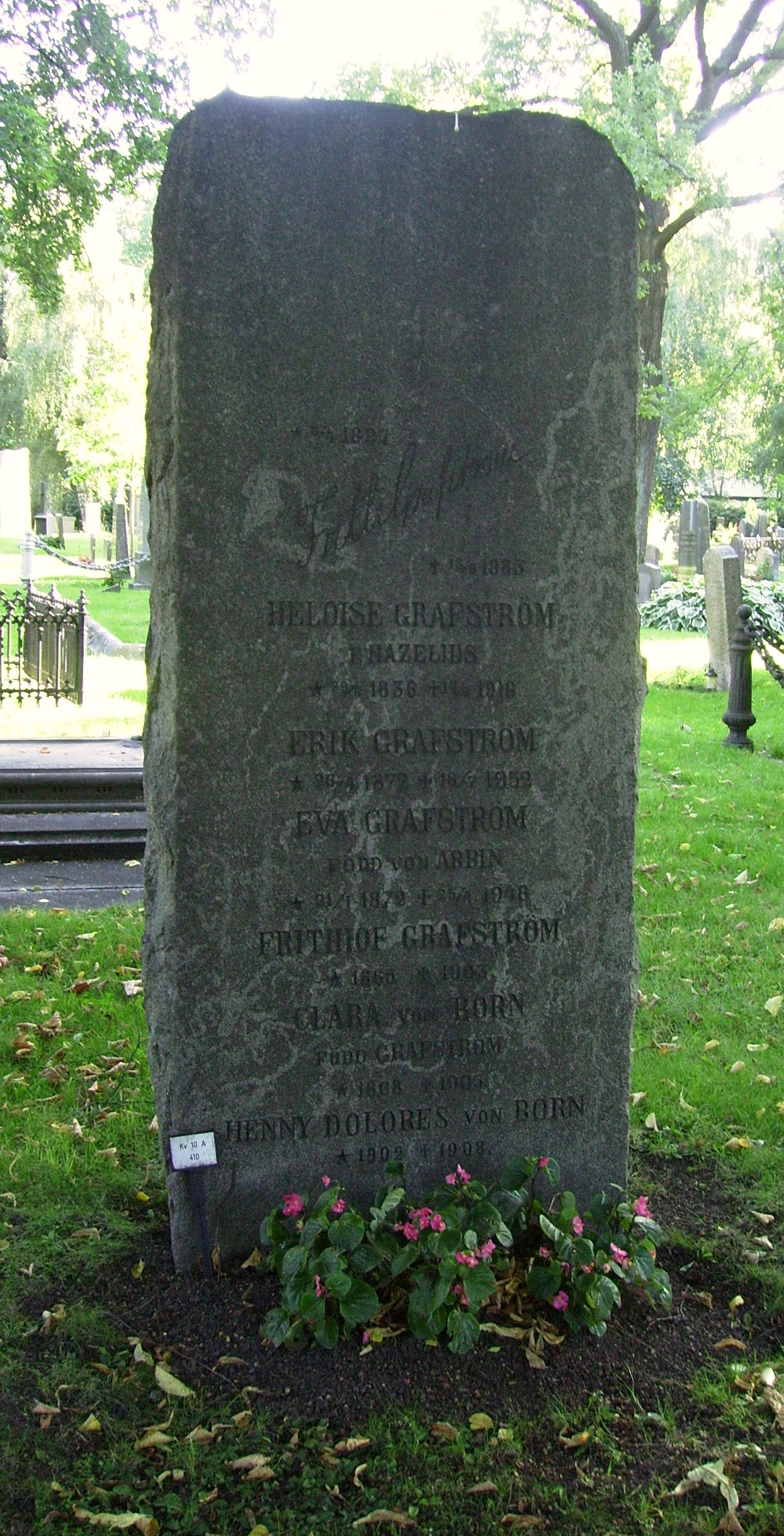
Frithiof Grafströms gravvård på Norra begravningsplatsen i Solna kommun.
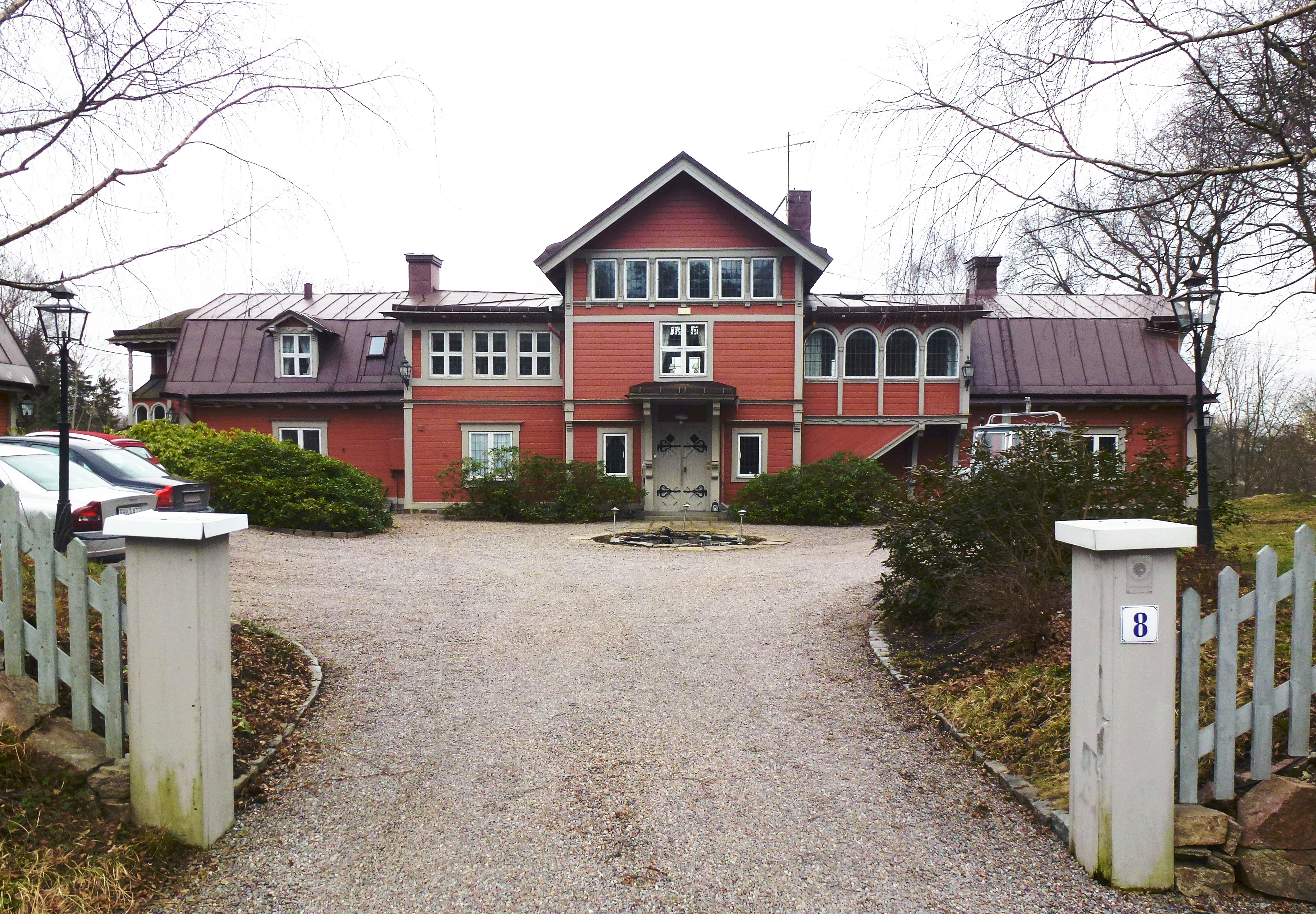
Stockby gård, fasad mot norr, 2014